# Giorgio Giaretta
Pour les articles homonymes, voir Giaretta.
Giorgio Giaretta (né le 6 septembre 1912 à Cittadella en Vénétie et mort le 20 mai 1981 dans la même ville) est un footballeur italien, qui évoluait au poste de milieu de terrain.

## Biographie
Au cours de sa carrière en club, Giorgio Giaretta évolue en tout quatre saisons avec le club du Calcio Padoue, pour un total de 84 matchs et 15 buts inscrits. Lors de la saison 1938-1939, il évolue en faveur du club de la Juventus (avec qui il joue son premier match le 25 septembre 1938 lors d'un match nul 1-1 contre Modène en Serie A).